# Узбекистан (посёлок)
Узбекистан (узб. Oʻzbekiston / Ўзбекистон) — посёлок городского типа, расположенный на территории Алатского района Бухарской области Республики Узбекистан.
Статус посёлка городского типа с 2009 года.